# Família Bartolomeu
Família Bartolomeu refere-se aos brasileiros descendentes do imigrante italiano Antônio Vicenzo Bartolomeo. Com atuação empresarial, política e filantrópica, a família estabeleceu influência no estado de Minas Gerais, especialmente na mesorregião da Zona da Mata e na Região Metropolitana de Belo Horizonte. Seus dois principais ramos empresariais deram origem a duas das maiores distribuidoras atacadistas do Brasil: a Bartofil Distribuidora, com sede em Ponte Nova, e a Tambasa Atacadistas, sediada em Contagem.
A grafia do sobrenome apresenta variações, como Bartolomeu, Bartholomeu, Bartolomeo e Bartollomeu.
Entre os membros proeminentes da família estão o empresário e ex-prefeito de Ponte Nova, Antônio Bartolomeu; o empresário Miguel Bartolomeu; e o executivo Eduardo Bartolomeo, CEO da Vale S.A. entre abril de 2019 e dezembro de 2024.

## História

### Origens na Itália e Imigração para o Brasil
A história da família Bartolomeu tem suas raízes no sul da Itália. Em 1860, na cidade de Latronico, província de Potenza, casaram-se Miguel Bartolomeo e Angiola Pataro. Dessa união nasceu Antonio Vicenzo Bartolomeo. Em 1890, Antonio Vicenzo casou-se com Leonilda Conti, que pertencia a uma família italiana abastada. O desconforto gerado pela diferença social entre as famílias motivou o casal a buscar uma nova vida em outro país.
Incentivados pelas políticas do governo brasileiro que visavam atrair mão de obra europeia, Antonio Vicenzo e Leonilda imigraram para o Brasil em 1895. Eles se estabeleceram inicialmente no município de Guaraciaba, em Minas Gerais, onde já residiam parentes da família Pataro.

### Estabelecimento em Minas Gerais e a Cisão dos Negócios
Antonio Vicenzo era sapateiro, um ofício que ensinou a seus filhos. O casal teve sete filhos, entre eles Francisco Bartolomeu e Miguel Bartolomeu, que se tornariam os patriarcas dos dois principais ramos empresariais da família.
O primeiro empreendimento comercial da família foi a "Belico Bartolomeu Cia. Ltda.", fundada em 1947 em Ponte Nova. A sociedade era composta por Francisco Bartolomeu; seu filho, Antônio Bartolomeu; e seu cunhado, Raymundo Belico Sobrinho. Após dificuldades iniciais, Raymundo Belico saiu da sociedade, e o irmão de Francisco, Miguel Bartolomeu, ingressou, sendo a empresa reestruturada sob o nome "Miguel Bartolomeu e irmão". O filho de Miguel, Gerson Bartolomeu, desempenhou um papel fundamental na revitalização e expansão do negócio.
Em 1949, ocorreu uma cisão amigável que se revelaria um catalisador para o crescimento diversificado da família. A separação permitiu que duas filosofias empresariais distintas florescessem de forma independente. De um lado, Francisco Bartolomeu e seus filhos, incluindo Antônio, ficaram com a parte do negócio que evoluiria para a Bartofil Distribuidora, focada em uma profunda integração com a comunidade de Ponte Nova e na expansão regional. Do outro, Miguel Bartolomeu e seu filho Gerson desenvolveram a sua parte na empresa que se tornaria a Tambasa Atacadistas, adotando um modelo de expansão agressivo, com base na capital econômica do estado, Belo Horizonte.

## Atuação e Influência em Minas Gerais
A trajetória da família Bartolomeu em Minas Gerais é marcada por uma interconexão entre o aspecto empresarial, o poder político e um compromisso filantrópico. O crescimento de suas empresas forneceu os recursos para um extenso trabalho social e cultural, que, por sua vez, gerou um significativo capital político e social, especialmente na Zona da Mata. Essa influência política foi então utilizada para promover o desenvolvimento regional.

### Empreendedorismo e Impacto Econômico
As duas empresas fundadas a partir da cisão de 1949 tornaram-se gigantes nacionais no setor atacadista-distribuidor, gerando um impacto econômico substancial em suas respectivas bases de operação.
A Bartofil Distribuidora, sediada em Ponte Nova, cresceu a partir de uma pequena loja de varejo, o "Bazar Popular". Sob a liderança de Antônio Bartolomeu, a empresa foi pioneira na região ao implementar um sistema de pré-venda com entrega posterior, um modelo de negócios inovador para a época que impulsionou sua expansão. Ao longo das décadas, principalmente sob a liderança de Carlos Bartolomeu, irmão de Antônio, a Bartofil consolidou-se como uma distribuidora de alcance nacional, com centros de distribuição em outros estados, como Bahia e Paraíba, um portfólio de mais de 20 mil produtos. Em 2018, foi eleita a melhor empresa atacadista do Brasil pela revista Valor 1000. A empresa é uma das maiores empregadoras de Ponte Nova e uma das principais contribuintes de ICMS para o município.
A Tambasa Atacadistas, fundada por Miguel Bartolomeu, estabeleceu sua sede em Contagem, na Região Metropolitana de Belo Horizonte. A empresa se tornou uma das maiores do setor no Brasil, com um faturamento que ultrapassou R$ 5,5 bilhões em 2022. Atendendo a mais de 237 mil clientes ativos em todo o território nacional, a Tambasa possui um portfólio de aproximadamente 29 mil produtos em diversas categorias, como materiais de construção, produtos agropecuários e utilidades domésticas.

### Atuação Política
A influência política da família concentrou-se principalmente na figura de Antônio Bartolomeu, embora outros membros também tenham se manifestado publicamente no cenário político.
Antônio Bartolomeu teve uma longa carreira política em Ponte Nova. Foi vice-prefeito entre 1973 e 1977 e eleito prefeito por dois mandatos (1977-1983 e 1989-1992). Sua gestão foi marcada por importantes obras de infraestrutura, como a construção de reservatórios de água, pontes e a expansão de redes de saneamento. Um dos maiores desafios de sua carreira foi a liderança na reconstrução da cidade após a devastadora enchente de 1979. Sua administração também se destacou pela criação de programas sociais e pela austeridade fiscal, exemplificada por sua decisão de reduzir o próprio salário ao assumir o cargo em 1989.
Carlos Bartolomeu, irmão de Antônio, nunca se candidatou a cargos eletivos, mas é uma figura politicamente ativa e vocal, com posicionamentos alinhados ao bolsonarismo. Ele lidera manifestações de direita em Ponte Nova e, em setembro de 2022, gerou controvérsia ao discursar em um evento em Belo Horizonte com a presença do general Braga Netto, então candidato a vice-presidente na chapa de Jair Bolsonaro. Na ocasião, Carlos exortou outros empresários a "agir e tirar o pessoal de esquerda que faz política dentro de sua empresa". A declaração teve ampla repercussão na mídia e motivou uma nota de repúdio do Partido Socialismo e Liberdade (PSOL). Em resposta, a Bartofil Distribuidora emitiu um comunicado oficial reafirmando seu "respeito pela liberdade de escolha política de seus funcionários e parceiros, bem como seu compromisso com a democracia". Nas eleições de 2022, Carlos fez doação de R$ 60.000 à campanha de Nikolas Ferreira, então candidato a deputado federal, sendo o segundo maior doador de sua campanha.

### Filantropia e Legado Social
A filantropia é um pilar central da atuação da família Bartolomeu, manifestada através de doações sistemáticas e apoio contínuo a instituições nas áreas de saúde, cultura, esporte e assistência social, muitas vezes utilizando leis de incentivo fiscal.
Saúde: A família é uma das principais benfeitoras dos dois maiores hospitais de Ponte Nova: o Hospital de Nossa Senhora das Dores (HNSD) e o Hospital Arnaldo Gavazza (HAG). As contribuições incluem o financiamento de unidades inteiras, como a Unidade de Radioterapia Francisco Bartholomeu no HNSD, e a doação de equipamentos modernos, como aceleradores lineares e cadeiras de hemodiálise. Antônio Bartolomeu, em particular, doou pessoalmente os recursos para a restauração da capela histórica do HNSD.
Cultura: Através da Lei Rouanet, a Bartofil é uma patrocinadora histórica das duas corporações musicais de Ponte Nova, a Banda Santíssima Trindade e a União Sete de Setembro. Esse apoio financia a educação musical de jovens, a compra de instrumentos e a realização de concertos públicos. A família também patrocinou a produção de livros e documentários sobre a história e o meio ambiente da região, como o livro "Ponte Nova - Memória e Patrimônio - Um Retrato Histórico" e o filme "Rio Piranga – O Herói Taciturno".
Esporte: A família patrocina projetos de iniciação esportiva para centenas de crianças e adolescentes, como o Projeto +Esporte e o Jovens Olímpicos, fornecendo uniformes, equipamentos e estrutura para a prática de modalidades como futebol, futsal, vôlei e basquete.
Assistência Social e Ambiental: O apoio se estende a instituições como a Fundação Menino Jesus e o Asilo Municipal. Antônio Bartolomeu teve uma longa história de envolvimento com a Sociedade São Vicente de Paulo e com a pastoral carcerária. Liderado por Rafael Bartolomeu, o Projeto Imposto Solidário, através da Associação Amigos da Base (AAB), mobiliza a comunidade para destinar parte do imposto de renda devido aos fundos municipais da Criança e do Idoso, canalizando recursos para projetos locais, como a construção da nova sede do Asilo Municipal. Carlos Bartolomeu também lidera iniciativas ambientais, incluindo projetos de reflorestamento e reciclagem.

## Ramos da Família e Membros Proeminentes
A família Bartolomeu se divide em dois ramos empresariais principais, um centrado em Ponte Nova e ligado à Bartofil, e outro em Belo Horizonte, associado à Tambasa, além de outros descendentes com carreiras notáveis em diferentes setores.
| Nome                                | Ramo Principal | Principal Atuação                         | Empresa(s) Associada(s) |
| ----------------------------------- | -------------- | ----------------------------------------- | ----------------------- |
| Francisco "Chiquinho" Bartolomeu    | Ponte Nova     | Empresário                                | Bartofil Distribuidora  |
| Antônio Bartolomeu                  | Ponte Nova     | Empresário, Político, Filantropo          | Bartofil Distribuidora  |
| Carlos Bartolomeu                   | Ponte Nova     | Empresário, Ativista Político, Filantropo | Bartofil Distribuidora  |
| Rafael Bartolomeu                   | Ponte Nova     | Empresário, Filantropo                    | Bartofil Distribuidora  |
| Miguel Bartolomeu                   | Belo Horizonte | Empresário                                | Tambasa Atacadistas     |
| Gerson Bartolomeu                   | Belo Horizonte | Empresário                                | Tambasa Atacadistas     |
| Alberto Portugal Milward de Azevedo | Belo Horizonte | Empresário                                | Tambasa Atacadistas     |
| Eduardo Bartolomeo                  | Outros Ramos   | Executivo                                 | Vale S.A.               |

### Ramo de Ponte Nova (Bartofil)
Francisco "Chiquinho" Bartolomeu Cordeiro: Filho do imigrante Antônio Vicenzo, foi cofundador da Bartofil.
Antônio Bartolomeu Barbosa: Filho de Francisco, foi cofundador da Bartofil. Como empresário, liderou a transformação de sua empresa em uma potência nacional. Como político, seus dois mandatos como prefeito de Ponte Nova deixaram um legado de modernização urbana e gestão de crises. Sua vida foi marcada por uma intensa atividade filantrópica, sendo benfeitor de hospitais, igrejas e inúmeras causas sociais, o que o tornou uma das figuras mais respeitadas da história da cidade. Faleceu em 5 de julho de 2023, aos 96 anos, e seu velório atraiu aproximadamente mil pessoas.
Carlos Bartolomeu: Filho de Francisco, é um dos diretores da Bartofil, com atuação destacada nas áreas de suprimentos e administrativa. Além de sua função empresarial, é uma figura pública conhecida por seu engajamento em causas ambientais, como o reflorestamento do Parque do Passa-Cinco, e por seu ativismo político conservador.
Rafael Bartolomeu: Neto de Francisco, é um dos diretores da Bartofil, representando a nova geração da família na liderança da empresa e na filantropia. É o presidente da Associação Amigos da Base (AAB), onde idealizou o "Projeto Imposto Solidário", uma iniciativa que visa aumentar a arrecadação de recursos para fundos sociais do município através da conscientização de contribuintes do Imposto de Renda.

### Ramo de Belo Horizonte (Tambasa)
Miguel Bartolomeu: Filho do imigrante Antônio Vicenzo, é considerado o fundador da Tambasa Atacadistas. Descrito como um sapateiro e mascate humilde, sua visão empreendedora o levou a criar uma das maiores empresas atacadistas do país.
Gerson Bartolomeu: Filho de Miguel, foi peça-chave na fase inicial de expansão do negócio familiar, ainda antes da cisão que deu origem à Tambasa. Sua habilidade comercial foi fundamental para a profissionalização e o crescimento da empresa.
Alberto Portugal Milward de Azevedo: Neto de Miguel, é o atual Presidente da Tambasa Atacadistas. Formado em engenharia, ingressou na empresa da família em 1986 e liderou sua modernização, incluindo a transferência da sede para Contagem e a implementação de novas tecnologias. Sob sua gestão, a Tambasa expandiu sua capilaridade nacional e explorou novos segmentos, como o atacarejo.

### Outros Ramos
Eduardo de Salles Bartolomeo: Bisneto de Antônio Vicenzo Bartolomeo, construiu uma carreira executiva de destaque fora das empresas fundadas pela família. Foi Presidente (CEO) da Vale S.A., uma das maiores mineradoras do mundo, de abril de 2019 a setembro de 2024, com seu mandato sendo estendido até 31 de dezembro de 2024 para apoiar a transição para uma nova liderança. Assumiu o comando da companhia no período subsequente à tragédia de Brumadinho e liderou um processo de reestruturação cultural e recuperação financeira, durante o qual o valor de mercado da Vale ultrapassou U$ 100 bilhões. Formado em engenharia pela Universidade Federal Fluminense, com MBAs pelo MIT e na Bélgica, teve uma longa carreira na Ambev antes de ingressar na Vale em 2004.